# Union démocratique tchadienne
Pour les articles homonymes, voir Union démocratique.
L'Union démocratique tchadienne est un parti politique tchadien créé en 1990 par Abderaman Koulamallah et légalisé en avril 1992.

## Historique
L'UDT a été légalisé en avril 1992 mais son existence réelle a eu lieu le 6 décembre 1990 quelques jours après l'arrivée au pouvoir du MPS. En effet le 4 décembre 1990 Idriss Deby nouveau président du Tchad déclarait que le stade de la liberté était construit et qu'il ne manquait plus que les acteurs. Abderaman Koulamallah dans une conférence de  presse à l'hôtel Novotel réunit le 6 décembre les journalistes de la presse internationale pour une conférence de presse créant l'UDT. Un article lui sera consacré dans l'hebdomadaire panafricain Jeune Afrique consacrant l'UDT comme le premier parti de l'ère démocratique tchadienne. Son président Abderaman Koulamalah a été le premier porte parole de l'opposition démocratique.
   
L'UDT a participé à plusieurs élections législatives  dont celles de 1996 où elle s'est retrouvée au deuxième tour face au Mouvement patriotique du Salut dans la circonscription de Bokoro, l'UDT a recueilli plus de 35 % de voix au premier tour. Elle a réalisé plus de 40 % de voix aux élections  de 2001 dans la circonscription de Bousso où elle a contesté la victoire au premier tour du MPS, le parti au pouvoir, qu'elle a accusé de fraudes électorales massives.
Malgré le départ en rébellion de son fondateur Abderaman Koulamallah, l'UDT continue son existence légale et entre en 2011 à l'assemblée nationale avec un député élu. Depuis son retour au Tchad, le 7 juin, à la suite d'un accord avec le gouvernement tchadien, Abderaman Koulamallah reprend la tête de son mouvement et  rentre désormais dans la légalité.